# Bailleulmont
Bailleulmont település Franciaországban, Pas-de-Calais megyében. Lakosainak száma 216 fő (2022. január 1.). Bailleulmont Gouy-en-Artois, Humbercamps, Pommier, Bailleulval, Bavincourt, Berles-au-Bois, La Cauchie és La Herlière községekkel határos.

## Népesség
A település népességének változása:
| Lakosok száma | 254  | 247  | 246  | 240  | 233  | 227  | 220  | 217  | 216  |
|               | 2013 | 2015 | 2016 | 2017 | 2018 | 2019 | 2020 | 2021 | 2022 |